# Dammartin-Marpain
Dammartin-Marpain è un comune francese di 284 abitanti situato nel dipartimento del Giura nella regione della Borgogna-Franca Contea.

## Società

### Evoluzione demografica
Abitanti censiti